# Tetragnatha australis
Tetragnatha australis este o specie de păianjeni din genul Tetragnatha, familia Tetragnathidae. A fost descrisă pentru prima dată de Mello-leitao, 1945. Conform Catalogue of Life specia Tetragnatha australis nu are subspecii cunoscute.